# Kujalleq
Kujalleq este o municipalitate în Groenlanda. A luat naștere în 2009 prin unirea fostelor municipalități Nanortalik, Narsaq și Qaqortoq. Reședința sa este localitatea Qaqortoq.

## Monumente
- Ruinele catedralei Garðar⁠(en)[traduceți], sec. al XII-lea